# Lamontichthys filamentosus
Lamontichthys filamentosus (ламонтіхтис прапорний) — вид риб з роду Lamontichthys родини Лорікарієві ряду сомоподібні. Інша назва — «сомик-ластівка». Використовують для утримання в акваріумах.

## Опис
Загальна довжина сягає 16,7 см. Голова у порівнянні з тулубом широка, трикутної форми, морда дещо сплощена. Очі середнього розміру, опуклі, розташовані зверху голови. Рот помірно широкий. Тулуб видовжений, вкритий кістковими пластинками. Спинний плавець дуже високий та гострий. Грудні плавці помірно широкі. Жировий плавець відсутній. Хвостове стебло тонке, вузьке. Хвостовий плавець витягнутий, розрізаний, верхня лопать довша за нижню.
Забарвлення сірувате з трохи блакитнуватим відтінком. На межі голови і тулуба проходить темна смуга. Через спинний плавець проходить інша поперечна смуга, яка доволі широка, має опуклу форму в бік хвостового стебла. Уздовж бічної лінії проходить темна смуга, яка ближче до хвостового плавця бліднішає.

## Спосіб життя
Є демерсальною рибою. Зустрічається в річках з помірною течією та піщано-кам'янистим ґрунтом. Вдень ховається серед заростей рослин з широким листям або біля плаского каміння. Активний у присмерку. Поїдає водорослеві обростання лише на пласких поверхнях.

## Розповсюдження
Мешкає у західній частині басейну річки Амазонка, зокрема в річках Журуа й Ембіра.